# Valdemorillo
Valdemorillo est une commune d’Espagne, dans la communauté autonome de Madrid.